# Ok Formenoij
Ocker ("Ok") Nicolaus Formenoij (Rotterdam, 16 maart 1899 – aldaar, 14 februari 1977) was een Nederlands voetballer die als linksbinnen speelde.
Hij begon met voetballen in een ploeg van café J. Coenraad, die in 1917 een combinatie aanging met S.I.O.D. (Scoren Is Ons Doel) uit Schiebroek. Daarna speelde hij tot en met 1920-'21 voor RFC Rotterdam.
Formenoij speelde tussen 1921 en 1923 in totaal 44 wedstrijden voor Feijenoord waarin hij 30 doelpunten maakte. Hij stapte over naar Sparta waar hij tot het najaar van 1933 zou spelen. Zijn overstap naar Sparta was omstreden en er werd zelfs een rechtszaak over gevoerd omdat Formenoij voor zijn overstap betaald zou zijn. Ook bij Sparta scoorde hij veelvuldig en won hij de afdelingskampioenschappen in 1925 en 1929 en tweemaal het toernooi om de zilveren bal.
Formenoij speelde vier wedstrijden voor het Nederlands voetbalelftal, waarvan drie tijdens de Olympische Zomerspelen in 1924. Hij maakte daarbij vier doelpunten.
Formenoij werd na zijn spelersloopbaan jeugdtrainer bij Sparta en daar werd hij later ook lid van de technische commissie. Later trainde hij onder meer Willem II (1935-'36) en GVV Unitas (1943 - 1946). Hij dreef een sigarenzaak in zijn geboortestad Rotterdam, waar later een straat naar hem vernoemd werd.